# Zusammen (Lied)
Zusammen ist ein Song der deutschen Rap-Gruppe Die Fantastischen Vier, den sie gemeinsam mit dem Sänger Clueso aufnahm. Er wurde am 23. März 2018 als Single veröffentlicht und erreichte Platz 2 der deutschen Singlecharts und konnte sich auch in den Charts von Österreich und der Schweiz platzieren. Zusammen ist die dritte Vorabsingle aus dem Album Captain Fantastic der Fantastischen Vier, das am 27. April 2018 erschien.

## Hintergrund
Zusammen wurde als offizieller WM-Song der ARD in allen Übertragungen der Fußball-Weltmeisterschaft 2018 im ersten deutschen Fernsehen jeweils mehrfach zu Beginn und am Ende verschiedener Sendungselemente angespielt. Er ist auch der offizielle WM-Song des deutschen Fußball-Bundes zur WM 2018. Unter dem Slogan/Hashtag #ZSMMN machte er den Titel des Liedes unter Weglassung der Vokale zum Motto für die Fußball-WM. Nach dem Ausscheiden der deutschen Mannschaft erntete er dafür in den Medien und sozialen Netzwerken viel Spott.
Beim einzigen WM-Sieg der deutschen Fußballnationalmannschaft am 23. Juni 2018 gegen Schweden schaltete das ARD-Fernsehen nach dem Spiel zu einem Live-Konzert der Fantastischen Vier in St. Wendel, auf dem die Band den Sieg mit dem Song feierte. In das Video wurden einzelne entscheidende Szenen aus dem Spiel eingefügt.

## Liedtext
Der Text des Liedes handelt vom Zusammensein und insbesondere vom gemeinsamen Feiern, das er auch stark propagiert und gleichzeitig das Alleinsein und Misstrauen anderen gegenüber für „out“ erklärt. Der Refrain enthält auch die Passage „Wir sind zusammen Eins“, die an das Motto der ARD, „Wir sind Eins“, angelehnt ist.

## Rezeption

### Charts und Chartplatzierungen
| ChartsChartplatzierungen | Höchstplatzierung | Wochen |
| ------------------------ | ----------------- | ------ |
| Deutschland (GfK)        | 2 (27 Wo.)        | 27     |
| Österreich (Ö3)          | 32 (12 Wo.)       | 12     |
| Schweiz (IFPI)           | 35 (8 Wo.)        | 8      |

| ChartsJahrescharts (2018) | Platzierung |
| ------------------------- | ----------- |
| Deutschland (GfK)         | 27          |

### Auszeichnungen für Musikverkäufe
2023 wurde Zusammen mit einer Platin-Schallplatte in Deutschland ausgezeichnet. Im Februar 2019 erhielt es eine Goldene Schallplatte in Österreich sowie im gleichen Jahr eine in der Schweiz. Damit wurde die Single für über 425.000 verkaufte Einheiten ausgezeichnet.

| Land/Region        | Auszeichnungen für Musikverkäufe (Land/Region, Auszeichnung, Verkäufe) | Verkäufe |
| ------------------ | ---------------------------------------------------------------------- | -------- |
| Deutschland (BVMI) | Platin                                                                 | 400.000  |
| Österreich (IFPI)  | Gold                                                                   | 15.000   |
| Schweiz (IFPI)     | Gold                                                                   | 10.000   |
| Insgesamt          | 2× Gold · 1× Platin ·                                                  | 425.000  |